# Bunești (Vâlcea)
Bunești es una comuna ubicada en el distrito Vâlcea, Rumania.

## Superficie
Posee una superficie de 22,72 kilómetros cuadrados.

## Demografía
Hasta 2021 la población era de 2438 habitantes, con una densidad de población de 107,3 habitantes por kilómetro cuadrado.